# حسن الخزاعي
حسن الخزاعي شاعر غنائي عراقي من مواليد مدينة بغداد منطقة الجعيفر الفحامة، ولد في 28 حزيران 1951، خريج كلية الاعلام جامعة بغداد، يعتبر من الشعراء الرواد، ابدع في كتابة القصيدة الفصحى والنص الشعبي والاغنية.
نشر أول قصائدة في مجلة كل شيء عام 1969 وكانت رداً على قصيدة خافور للشاعر ناظم السماوي، أشتهر كشاعر بقصيدة كتبها بعد وفاة والدة الموظف في دائرة السكك الحديدية وصدور قانون التقاعد بعد وفاة والده فكانت القصيدة تحاكي هذا الموضوع ولاقت ترحيب وصدىً واسع.
كان من مرتادي منتدى الشباب في منطقة العطيفية في بغداد حيث كانت الأجواء في المنتدى تحفز على الأبداع بسبب النشاطات الثقافية التي كانت تعم المكان خصوصاً بوجود العديد من المبدعين من أبناء جيله ومنهم عزيز الرسام وكريم العراقي ومحمد رحيمة الطائي ومناضل التميمي والمرحوم الشاعر عباس الشيخ.

## نجوميته
تأثر بإتجاه الشاعر الغنائي جبار الغزي لذى أتخذ من كتابة الأغنية طريقاً للوصول إلى النجومية والشهرة في الشعر والكتابة فقرر كتابة الأغنية، وكتب أول أغنية له بعنوان لو أدري هيج يصير للفنان فاضل عواد. بدأت نجوميته بعد ان غنت اشعاره الاصوات الكبيرة فاضل عواد وحميد منصور وسعدون جابر ورضا الخياط ومائدة نزهت ودلال شمالي واحلام وهبي وامل خضير وعادل عكله وقاسم سلطان واسماعيل الفروجي ورائد جورج وكاظم الساهر ليشكل مع مجموعة من الشعراء ظاهرة باتت تعرف بشعراء الاغنية السبعينية. كتب أغنية يلجمالك سومري التي غناها المطرب فاضل عواد واخذت الجائزة الذهبية عام 1974 في مهرجان الاغنية العربية دمشق.

## أشهر أغنياته
| اسم الاغنية                                                      | المطرب             | ملحن الاغنية     |
| ---------------------------------------------------------------- | ------------------ | ---------------- |
| اشكر بشامه                                                       | فاضل عواد          |                  |
| يالجمالك سومري                                                   | فاضل عواد          |                  |
| لو أدري هيج يصير                                                 | فاضل عواد          |                  |
| انطيني حل                                                        | فاضل عواد          | عباس حسن         |
| أغنيتي المقدمة والنهاية للمسلسل العراقي الثمانيني الأماني الضالة | د. فتح الله احمد   | د. فتح الله احمد |
| اوبريت مو عراقي                                                  | مجموعة من الفنانين | يحيى الجابري     |
| من بين أيدية وضاع مني                                            | كاظم الساهر        | كاظم الساهر      |
| لا للدم                                                          | رضا الخياط         | رضا الخياط       |
| طير الحمام                                                       | رضا الخياط         | محسن فرحان       |
| المن سهرنة حبيبي                                                 | كاظم الساهر        | كاظم الساهر      |
| عيوني ثنين وانتوا ثنين                                           | بلقيس فالح         | مجيد العلي       |
| احتار شأحجي ويا                                                  | كاظم الساهر        | كاظم الساهر      |
| مجروحين                                                          | ياس خضر            | نامق أديب        |

## حياته العملية
- عمل في الأذاعة والتلفزيون العراقي لسنوات طويلة كمعد ومقدم برامج.
- محرر في جريدة المستقلة.
- موظف في وزارة الشباب والرياضة.
- موظف في دار الإذاعة والتلفزيون.

## عضويته في الاتحادات والنقابات
- عضو في اتحاد الشعراء.
- عضو في اتحاد الاذاعيين.
- عضو نقابة الصحفيين العراقيين.
- عضو نقابة الفنانين العراقيين.